# 1816
1816 (MDCCCXVI) е високосна година, започваща в понеделник според Григорианския календар.

## Събития
- 1816 г. е „година без лято“.
- 9 юли – Аржентина получава независимост от Испания.
- 11 декември – Индиана става 19-ият щат на САЩ.
- Френският лекар Рене Лаенек изобретява стетоскопа.

## Родени
- Антим I, български екзарх († 1888 г.)
- Димитър Добрович, български художник († 1905 г.)
- 21 април – Шарлот Бронте, английска писателка († 1855 г.)
- 28 юли – Стефан Дуньов, банатски български офицер и революционер († 1889 г.)
- 31 юли – Мария-Тереза Австрийска, кралица на Двете Сицилии († 1867 г.)
- 21 август – Шарл Жерар, френски химик († 1856 г.)
- 11 септември – Карл Цайс, германски механик и оптик († 1888 г.)
- 13 декември – Вернер фон Сименс, германски изобретател, индустриалец († 1892 г.)
- 29 декември – Карл Лудвиг, германски физиолог († 1895 г.)

## Починали
- 5 юни – Джовани Паизиело, италиански композитор от 18 век (* 1740 г.)
- 7 юли – Ричард Шеридан, ирландски драматург и политик (р. 1751 г.)
- 12 юни – Пиер Ожеро, френски маршал (р. 1757 г.)
- 14 юли – Франсиско де Миранда, латиноамерикански революционер (р. 1750 г.)
- 4 август – Франсоа-Андре Венсан, френски художник (р. 1746 г.)

Вижте също:
- календара за тази година